# Auguste Vaillant

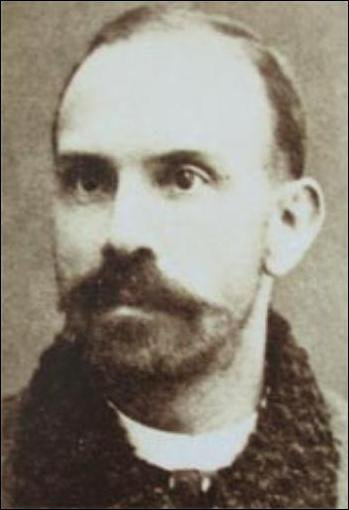
Auguste Vaillant

Auguste Vaillant (ur. 27 grudnia 1861 w Mézières, zm. 5 lutego 1894 w Paryżu) – francuski anarchista, który dokonał zamachu bombowego we francuskim Zgromadzeniu Narodowym 9 grudnia 1893.

## Życiorys
Urodził się w bardzo biednej rodzinie. W wieku 12 lat został sierotą. Jako nastolatek zaczął interesować się radykalną filozofią i znalazł się w jednym z paryskich nielegalnych stowarzyszeń anarchistycznych, Niezależni z Montmartre'u. W tym czasie był już kilkakrotnie karany za kradzież jedzenia lub jazdę pociągami bez biletu. Utrzymywał się z różnych niskopłatnych prac fizycznych. W latach 80., mając już żonę i kilkuletnią córeczkę Sydonię, wyjechał za chlebem do Argentyny, gdzie trzy lata pracował w prowincji Chaco. Niezadowolony ze swojego położenia ekonomicznego, zdecydował się jednak na powrót.
W Paryżu Vaillant na nowo nawiązał kontakt ze środowiskami anarchistycznymi, które w tym okresie opowiadały się zdecydowanie za taktyką zamachową. Zainspirowany m.in. przez Ravachola, Vaillant doszedł do wniosku, że winnymi fatalnej sytuacji najuboższych paryżan są przede wszystkim nieczuli na ich los i skorumpowani politycy parlamentarni oraz burżuazja.

### Zamach 9 grudnia 1893

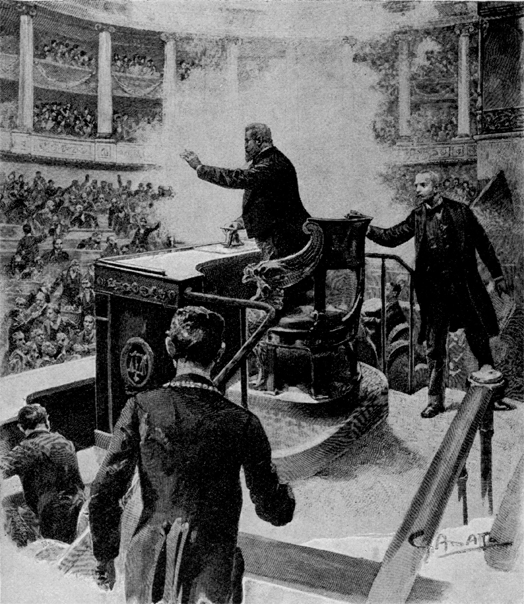
Zamach Vaillanta

Bezpośrednią motywacją do działania stała się dla Vaillanta egzekucja Ravachola, straconego za dokonanie czterech ataków bombowych, oraz zapowiedzi dalszych represji wobec anarchistów. 9 grudnia 1893 Vaillant udał się do gmachu parlamentu francuskiego i około godziny szesnastej, w czasie sesji popołudniowej, rzucił na salę obrad bombę z jednej z trybun przeznaczonych dla publiczności. Wybuch zranił około pięćdziesięciu osób, nikogo nie zabijając. Wśród poszkodowanych był sam zamachowiec, który, ze zmasakrowaną twarzą, został ujęty na miejscu zdarzenia. Aresztowania objęły dalszych 20 anarchistów.
Vaillant przyznał się do winy, zapewniał jednak, że chciał zranić jak najwięcej osób, nie zabijając nikogo konkretnego. Przewidywał wyrok śmierci, podkreślał, że jego intencją było wyrażenie protestu przeciwko nierównościom społecznym i braku aktywnych działań rządu w kierunku ich zniwelowania. Vaillant został skazany na śmierć i stracony mimo interwencji ks. Lemire'a, jednego z poszkodowanych w zamachu, oraz prośby żony i córki Vaillanta skierowanej do prezydenta Sadi Carnota.
Przed śmiercią Vaillant zapowiadał rychły odwet, co zresztą sprawdziło się. W ramach odwetu za stracenie Vaillanta i innych anarchistów Émile Henry rzucił bombę w restauracji Terminus w Paryżu, zaś Santo Caserio 24 czerwca 1894 zasztyletował prezydenta Sadi Carnota. F. Xan-Neuf i Ch. Spencer napisali na cześć Vaillanta piosenkę Skarga Vaillanta.
Vaillant zainspirował Emila Zolę do stworzenia postaci Salvata, bohatera powieści Paryż. Do jego osoby nawiązał w powieści Dzwony Bazylei również Louis Aragon, którzy na łamach utworu wyraził swój pogląd, że policja francuska dobrze wiedziała o zamiarach Vaillanta, lecz im nie zapobiegła, by zyskać pretekst dla prześladowań całej lewicy.